# Samuel Slovák
Samuel Slovák (Nitra, 17 oktober 1975) is een voormalig betaald voetballer uit Slowakije, die speelde als middenvelder gedurende zijn actieve loopbaan. Die beëindigde hij in 2011, waarna Slovák het trainersvak instapte. Hij is sinds 2014 trainer-coach van Slovan Liberec, nadat hij eerder ŠK Slovan Bratislava onder zijn hoede had.

## Clubcarrière
Slovák werd geboren in Nitra. Na een korte periode bij FC Plastika gespeeld te hebben, tekende hij als 19-jarige een contract bij SK Slovan Bratislava, waar hij regelmatig mocht opdraven op jonge leeftijd. In de zomer van 1997 vertrok hij naar Spanje, om zich aan te sluiten bij CD Tenerife. In 2002 verhuisde hij naar Tsjechië en sloot zich aan bij FC Slovan Liberec. Na zes wedstrijden en drie doelpunten was zijn seizoen daar voorbij wegens een ernstige knieblessure.

## Interlandcarrière
Onder leiding van bondscoach Jozef Jankech maakte Slovák zijn debuut voor het Slowaaks voetbalelftal op 22 september 1996 in de WK-kwalificatiewedstrijd tegen Malta (6-0). In totaal kwam hij tot twintig interlands in de periode 1996-2007.

## Erelijst
Slovan Bratislava
- Slowaaks landskampioenschap

1995, 1996, 2009, 2011
- Slowaakse beker

1997, 2010
- Slowaakse Supercup

2009
 1. FC Nürnberg
- 2. Bundesliga

2004